# Élections législatives de 1967 en Charente-Maritime
Les élections législatives françaises de 1967 ont lieu les 5 et 12 mars 1967. Dans le département de la Charente-Maritime, cinq députés sont à élire dans le cadre de cinq circonscriptions.

## Élus
| Circonscription | Député sortant    | Parti | Parti   | Député élu ou réélu | Parti | Parti          |
| --------------- | ----------------- | ----- | ------- | ------------------- | ----- | -------------- |
| 1re             | André Salardaine  |       | UNR-UDT | André Salardaine    |       | UD-Ve          |
| 2e              | Albert Bignon     |       | UNR-UDT | Albert Bignon       |       | UD-Ve          |
| 3e              | André Brugerolle  |       | MRP     | André Brugerolle    |       | CD             |
| 4e              | Daniel Daviaud    |       | Rad     | Daniel Daviaud      |       | FGDS (Radical) |
| 5e              | Jean de Lipkowski |       | UNR-UDT | Jean de Lipkowski   |       | UD-Ve          |

## Résultats

### Résultats à l'échelle du département
| Parti          | Parti                                           | Premier tour | Premier tour | Second tour | Second tour | Sièges |
| Parti          | Parti                                           | Voix         | %            | Voix        | %           | Sièges |
| -------------- | ----------------------------------------------- | ------------ | ------------ | ----------- | ----------- | ------ |
|                | Union des démocrates pour la Ve République      | 68 290       | 31,51        | 70 001      | 32,33       | 3      |
|                | Républicains indépendants                       | 14 646       | 6,76         | 20 125      | 9,29        | 0      |
|                | Union des républicains de progrès               | 82 936       | 38,27        | 90 126      | 41,62       | 3      |
|                |                                                 |              |              |             |             |        |
|                | Parti radical                                   | 36 728       | 16,95        | 71 470      | 33,01       | 1      |
|                | Fédération de la gauche démocrate et socialiste | 7 506        | 3,46         | 12 501      | 5,77        | 0      |
|                | Fédération de la gauche démocrate et socialiste | 44 234       | 20,41        | 83 971      | 38,78       | 1      |
|                |                                                 |              |              |             |             |        |
|                | Progrès et démocratie moderne                   | 39 302       | 18,14        | 20 357      | 9,40        | 1      |
|                | Parti communiste français                       | 39 170       | 18,08        | Retrait     | Retrait     | 0      |
|                | Parti socialiste unifié                         | 11 057       | 5,10         | 22 084      | 10,20       | 0      |
|                |                                                 |              |              |             |             |        |
| Inscrits       | Inscrits                                        | 291 810      | 100,00       | 291 675     | 100,00      | 5      |
| Abstentions    | Abstentions                                     | 69 649       | 23,87        | 68 999      | 23,66       |        |
| Votants        | Votants                                         | 222 161      | 76,13        | 222 676     | 76,34       |        |
| Blancs et nuls | Blancs et nuls                                  | 5 462        | 2,46         | 6 138       | 2,76        |        |
| Exprimés       | Exprimés                                        | 216 699      | 97,54        | 216 538     | 97,24       |        |

### Résultats par circonscription

#### Première circonscription (La Rochelle)
| Candidat                    | Candidat                       | Parti          | Premier tour | Premier tour | Second tour | Second tour |  |
| Candidat                    | Candidat                       | Parti          | Voix         | %            | Voix        | %           |  |
| --------------------------- | ------------------------------ | -------------- | ------------ | ------------ | ----------- | ----------- |  |
|                             | André Salardaine sortant réélu | UD-Ve          | 24 184       | 46,97        | 26 400      | 50,53       |  |
|                             | Michel Crépeau                 | FGDS (Radical) | 11 305       | 21,95        | 25 845      | 49,47       |  |
|                             | Léon Belly                     | PCF            | 10 496       | 20,38        | Retrait     | Retrait     |  |
|                             | André Toumit                   | CD (PDM)       | 4 086        | 7,94         |             |             |  |
|                             | Marc Bouscasse                 | PSU            | 1 422        | 2,76         |             |             |  |
|                             |                                |                |              |              |             |             |  |
| Inscrits                    | Inscrits                       | Inscrits       | 67 210       | 100,00       | 67 205      | 100,00      |  |
| Abstentions                 | Abstentions                    | Abstentions    | 14 895       | 22,16        | 14 104      | 20,99       |  |
| Votants                     | Votants                        | Votants        | 52 315       | 77,84        | 53 101      | 79,01       |  |
| Blancs et nuls              | Blancs et nuls                 | Blancs et nuls | 822          | 1,57         | 856         | 1,61        |  |
| Exprimés                    | Exprimés                       | Exprimés       | 51 493       | 98,43        | 52 245      | 98,39       |  |
| Source : Gallica et CEVIPOF |                                |                |              |              |             |             |  |

#### Deuxième circonscription (Rochefort)
| Candidat                    | Candidat                    | Parti          | Premier tour | Premier tour | Second tour | Second tour |  |
| Candidat                    | Candidat                    | Parti          | Voix         | %            | Voix        | %           |  |
| --------------------------- | --------------------------- | -------------- | ------------ | ------------ | ----------- | ----------- |  |
|                             | Albert Bignon sortant réélu | UD-Ve          | 14 470       | 45,51        | 16 616      | 51,84       |  |
|                             | Josy Moinet                 | FGDS (Radical) | 6 984        | 21,97        | 15 439      | 48,16       |  |
|                             | Armand Sallé                | PCF            | 6 822        | 21,46        | Retrait     | Retrait     |  |
|                             | Joseph Deplanne             | CD (PDM)       | 3 517        | 11,06        |             |             |  |
|                             |                             |                |              |              |             |             |  |
| Inscrits                    | Inscrits                    | Inscrits       | 43 952       | 100,00       | 43 943      | 100,00      |  |
| Abstentions                 | Abstentions                 | Abstentions    | 11 370       | 25,87        | 11 106      | 25,27       |  |
| Votants                     | Votants                     | Votants        | 32 582       | 74,13        | 32 837      | 74,73       |  |
| Blancs et nuls              | Blancs et nuls              | Blancs et nuls | 789          | 2,42         | 782         | 2,38        |  |
| Exprimés                    | Exprimés                    | Exprimés       | 31 793       | 97,58        | 32 055      | 97,62       |  |
| Source : Gallica et CEVIPOF |                             |                |              |              |             |             |  |

#### Troisième circonscription (Saint-Jean-d'Angély)
| Candidat                    | Candidat                       | Parti          | Premier tour | Premier tour | Second tour | Second tour |  |
| Candidat                    | Candidat                       | Parti          | Voix         | %            | Voix        | %           |  |
| --------------------------- | ------------------------------ | -------------- | ------------ | ------------ | ----------- | ----------- |  |
|                             | André Brugerolle sortant réélu | CD (PDM)       | 16 697       | 48,67        | 16 616      | 61,95       |  |
|                             | Pierre Doublet                 | FGDS (CIR)     | 7 506        | 21,88        | 12 501      | 38,05       |  |
|                             | Philippe Luc-Verbon            | UD-Ve (RI)     | 5 648        | 16,46        | Retrait     | Retrait     |  |
|                             | Serge Vuagnoux                 | PCF            | 4 457        | 12,99        |             |             |  |
|                             |                                |                |              |              |             |             |  |
| Inscrits                    | Inscrits                       | Inscrits       | 43 952       | 100,00       | 43 943      | 100,00      |  |
| Abstentions                 | Abstentions                    | Abstentions    | 11 370       | 25,87        | 11 106      | 25,27       |  |
| Votants                     | Votants                        | Votants        | 32 582       | 74,13        | 32 837      | 74,73       |  |
| Blancs et nuls              | Blancs et nuls                 | Blancs et nuls | 789          | 2,42         | 782         | 2,38        |  |
| Exprimés                    | Exprimés                       | Exprimés       | 31 793       | 97,58        | 32 055      | 97,62       |  |
| Source : Gallica et CEVIPOF |                                |                |              |              |             |             |  |

#### Quatrième circonscription (Saintes)
| Candidat                    | Candidat                     | Parti          | Premier tour | Premier tour | Second tour | Second tour |  |
| Candidat                    | Candidat                     | Parti          | Voix         | %            | Voix        | %           |  |
| --------------------------- | ---------------------------- | -------------- | ------------ | ------------ | ----------- | ----------- |  |
|                             | Daniel Daviaud sortant réélu | FGDS (Radical) | 18 439       | 37,12        | 30 186      | 60,00       |  |
|                             | Pierre Ferri                 | RI (UD-Ve)     | 14 646       | 29,49        | 20 125      | 40,00       |  |
|                             | André Catrou                 | PCF            | 8 571        | 17,26        | Retrait     | Retrait     |  |
|                             | Daniel Blanchet              | CD (PDM)       | 8 013        | 16,13        | Retrait     | Retrait     |  |
|                             |                              |                |              |              |             |             |  |
| Inscrits                    | Inscrits                     | Inscrits       | 68 895       | 100,00       | 68 890      | 100,00      |  |
| Abstentions                 | Abstentions                  | Abstentions    | 17 357       | 25,19        | 16 749      | 24,31       |  |
| Votants                     | Votants                      | Votants        | 51 538       | 74,81        | 52 141      | 75,69       |  |
| Blancs et nuls              | Blancs et nuls               | Blancs et nuls | 1 869        | 3,63         | 1 830       | 3,51        |  |
| Exprimés                    | Exprimés                     | Exprimés       | 49 669       | 96,37        | 50 311      | 96,49       |  |
| Source : Gallica et CEVIPOF |                              |                |              |              |             |             |  |

#### Cinquième circonscription (Royan)
| Candidat                    | Candidat                             | Parti          | Premier tour | Premier tour | Second tour | Second tour |  |
| Candidat                    | Candidat                             | Parti          | Voix         | %            | Voix        | %           |  |
| --------------------------- | ------------------------------------ | -------------- | ------------ | ------------ | ----------- | ----------- |  |
|                             | Jean-Noël de Lipkowski sortant réélu | UD-Ve          | 23 988       | 48,52        | 26 985      | 54,99       |  |
|                             | Michel Boucher                       | PSU (FGDS)     | 9 635        | 19,49        | 22 084      | 45,01       |  |
|                             | Jean Papeau                          | PCF            | 8 824        | 17,85        | Retrait     | Retrait     |  |
|                             | Yves Tap                             | CD (PDM)       | 6 989        | 14,14        | Retrait     | Retrait     |  |
|                             |                                      |                |              |              |             |             |  |
| Inscrits                    | Inscrits                             | Inscrits       | 65 768       | 100,00       | 65 758      | 100,00      |  |
| Abstentions                 | Abstentions                          | Abstentions    | 15 076       | 22,92        | 15 190      | 23,1        |  |
| Votants                     | Votants                              | Votants        | 50 692       | 77,08        | 50 568      | 76,9        |  |
| Blancs et nuls              | Blancs et nuls                       | Blancs et nuls | 1 256        | 2,48         | 1 499       | 2,96        |  |
| Exprimés                    | Exprimés                             | Exprimés       | 49 436       | 97,52        | 49 069      | 97,04       |  |
| Source : Gallica et CEVIPOF |                                      |                |              |              |             |             |  |